# Chiesetta di Sant'Antonio (Caldogno)
La chiesetta di Sant'Antonio è un oratorio presente nel comune di Caldogno in provincia di Vicenza, ma facente parte della parrocchia di Novoledo, frazione di Villaverla.
La chiesa sorse sotto la parrocchia di Caldogno e intitolata a san Domenico, ma nel 1874 venne aggregata alla parrocchia di Novoledo e cambiò santo titolare in sant'Antonio.
Già della famiglia Ghellini, nel 1927 venne acquistata dalla parrocchia.

## Storia
La chiesetta è sorta come cappella gentilizia della famiglia Ghellini e fu costruita nella seconda metà del Seicento. Nel 1646 ancora non esisteva, nel 1676 erano già stati eretti i muri perimetrali e nel 1679 era già sicuramente completata visto che ospitò la salma di Fulvia Trento, la moglie di Giovanni Battista Ghellini.
(Lapide tombale al centro del pavimento)
La parrocchia di Novoledo acquistò la chiesetta nel 1927 che subito la restaurò per intervenire una seconda volta nel 1978.

## Struttura
L'esterno è piuttosto semplice con una porta rettangolare e cornici in pietra, un lucernaio sovrastante e due finestre laterali. La struttura si rifà, in via semplificata, alla chiesa dell’altro ramo dei Ghellini che sorge a mezzo miglio di distanza, sempre a Novoledo.
L'interno è formato da un'aula rettangolare semplice con l'altare addossato sul fondo della stanza; le due porte laterali si aprono nella sacrestia a destra e nel cortile interno a sinistra. L'altare formato da due semicolonne lisce in marmo rosso che reggono un frontoncino dalle linee curve e spezzate che presenta lo stemma in marmo dei Ghellini. La pala dell'altare è attribuita al Carpioni e raffigura Sant'Antonio da Padova. Tale tela è indubbiamente non originaria della chiesa dal momento che quando era sotto la parrocchia di Caldogno era intitolata a San Domenico: è probabile che con il cambio del santo titolare (nel 1874) i proprietari del periodo sostituirono le immagini dei santi. Dell'ipotetica pala precedente non abbiano traccia.